# 류명훈
류명훈(Ryu Myung Hoon, 1982년 12월 30일 ~ )은 대한민국의 스크리모 밴드 49 Morphines의 드러머이다.

## 음악 경력
49 Morphines의 드러머로 음악 생활을 시작하였지만, 드러머 가뭄인 대한민국 인디씬에서 특히나 펑크/하드코어 씬에선 소화할 만한 드러머를 찾기 힘들었고 때문에 그는 대부분의 펑크/하드코어 밴드에서 드럼을 치게되었다.
그가 활동했던 밴드로는 스크리모 밴드 49 Morphines를 비롯하여, 스트릿 펑크밴드 썩스터프 NYHC스타일의 Firestorms 올드스쿨 youth crew 하드코어 Things We Say, Join The Circle CJHC 13 Steps. LO와 펑크밴드 럭스 등이 있다. 그 이외 여러 밴드에서 세션 활동을 하였다.